# Else Krieg
Else Krieg (Voorburg, 1946) is een Nederlands violiste in ruste.
Ze kreeg haar vioolopleiding van Davina van Wely en Herman Krebbers aan het Amsterdams Muzieklyceum. Thuis begon ze al op haar achtste met vioolspel. Via genoemd lyceum speelde ze onder de naam Els Krieg in het ALPHO (Alternatief Philharmonisch Orkest/Amsterdamse Leerlingen Philharmonisch Orkest). 
Ze was winnares van het Nationaal Vioolconcours Oskar Back in 1971. Dagblad Trouw omschreef de jurering: "viooltechnische kwaliteiten, muzikaal niveau en artistieke persoonlijkheid". Ook won ze de Etiennette Alvares Correa-beurs. Ze was actief in de kamermuziek, onder andere in een duo met de pianist Jan Gruithuyzen en trio met diezelfde pianist en klarinettist Herman Braune (Phemias Trio). Verder was ze als docent verbonden aan de Leeuwarder Muziekpedagogische Akademie, het Zwolsch Conservatorium (minstens tot 2000 toen leerlingen Geraldine Ligtermoet afstudeerde) en het Conservatorium van Amsterdam. Na het behalen via die prijs soleerde ze bij diverse Nederlandse orkesten zoals het Overijssels Philharmonisch Orkest, het Noordnederlands Philharmonisch Orkest en het Frysk Orkest onder leiding van Willem Frederik Bon. Met dat laatste orkest gaf ze uitvoering aan het Dubbelconcert voor viool en cello van Johannes Brahms, waarbij de cellist Anner Bijlsma was.  In 1974 won ze de tweede prijs in het Cum Laude Concours achter klarinettist Reinier Hogerheyde. In dat jaar was ze al enkele jaren verbonden aan het Eindhovens Bark Ensemble (opgericht 1966-nieuwe naam 1974), dat in 1974 een nieuwe naam kreeg Amsterdam Sinfonietta; ze was er naast Emmy Verhey concertmeester; dirigent was Willem Frederik Bon. Na de opheffing rond 1978 stapte ze over naar het Nieuw Ensemble. In 1979 soleerde ze tweemaal bij het Amsterdams Concertgebouworkest onder leiding van Ed Spanjaard in Poème in es-majeur van Ernest Chausson. Dat hadden er meer kunnen zijn, maar in 1984/1985 toen ze gevraagd was voor het Vioolconcert van Tristan Keuris, dat hij aan haar opgedragen had, was ze tijdelijk uitgeschakeld door een blessure, Theo Olof viel voor haar in. 
Else Krieg was voorts violiste in het Orkest van de Achttiende Eeuw. 
Het in 1981 door Willem Frederik Bon gecomponeerde "Sonate: (Drie Monogrammen)" voor viool en piano is ook aan Krieg opgedragen.